# رأفت (اسم)
رأفت هو اسم علم مذكر من أصل عربي، ومعناه هو رأفة رحمة شديدة وعطف.

## شخصيات تحمل الاسم
- رأفت الميهي (29 سبتمبر 1940 – 24 يوليو 2015)
- رأفت الهجان (جاسوس مصري.، 1 يوليو 1927 – 30 يناير 1982)
- رأفت بازو (ممثل سوري، 31 يناير 1965 – )
- رأفت عدس (27 أبريل 1951 – )
- رأفت عطية (لاعب كرة قدم مصري، 6 فبراير 1934[3] – 21 يوليو 1978)
- رأفت علي (لاعب كرة قدم أردني، 20 مايو 1973 – )
- رأفت فهيم (ممثل مصري، 1 نوفمبر 1927 – 28 فبراير 2011)
- رأفت ماهر لبيب (ممثل مصري)
- رأفت مهتدي (24 ديسمبر 1995 – )

## وصلات خارجية
- موسوعة السلطان قابوس لأسماء العرب نسخة محفوظة 5 أبريل 2019 على موقع واي باك مشين.